# Open source
Pour les articles homonymes, voir Open Source (film) et Source ouverte.
Ne doit pas être confondu avec Logiciel libre ou Freeware.

Logo de l'Open Source Initiative, une organisation de soutien au mouvement open source.

La désignation open source /ˈoʊpən sɔɹs/, ou code source ouvert, s'applique aux logiciels (et s'étend maintenant aux œuvres de l'esprit) dont la licence respecte des critères précisément établis par l'Open Source Initiative, c'est-à-dire les possibilités de libre redistribution, d'accès au code source et de création de travaux dérivés. Mis à la disposition du grand public, ce code source est généralement le résultat d'une collaboration entre programmeurs.
Le mouvement open source s'est développé, à partir de l'année 1998, en parallèle du mouvement du logiciel libre qui prône des valeurs philosophiques et politiques de justice, l'open source se focalisant sur des considérations techniques de développement logiciel et ne s'opposant pas à l'utilisation de systèmes intégrés combinant logiciels propriétaires et logiciels open source. Dans la pratique toutefois, la très grande majorité des logiciels open source sont également libres, l'exception la plus notable étant les logiciels pratiquant la tivoïsation.
L’open source a déjà investi tous les grands domaines du système d’information des administrations françaises : environnements serveurs, domaines applicatifs, outils d’ingénierie, solutions de réseaux et sécurité. Les solutions open source sont désormais au même rang que les solutions propriétaires dans le paysage des logiciels du secteur public. Les décideurs effectuent d’ailleurs de plus en plus leur choix à partir d’un jugement éclairé, en comparant systématiquement solutions propriétaires et solutions libres.

## Histoire

### Contexte
Les ordinateurs des années 1960 étaient livrés avec des logiciels accompagnés de leurs sources que les clients pouvaient modifier et étendre. Il aurait en effet été impossible de vendre un ordinateur sans son logiciel d'accompagnement, et la plupart des clients estimaient trop aléatoire de faire fonctionner un logiciel dont ils ne pouvaient vérifier les caractéristiques internes. Les acquéreurs de logiciel obtenaient donc sur simple demande les sources des logiciels (y compris les systèmes d'exploitation) et pouvaient les modifier à leur convenance.

### Apparition du mouvement
L'expression « open source » est apparue en 1998. Elle a été inventée par Christine Peterson ,, du Foresight Institute afin de lever l'ambiguïté de l'expression anglaise « free software » (logiciel libre). En effet, « free » possède deux significations : « libre » (au sens de « liberté ») et « gratuit ». Cette nouvelle désignation permet de rappeler aux utilisateurs qu'un logiciel a un coût. Il s'agit également de choisir un vocabulaire correspondant mieux au monde des affaires, le terme « free » (gratuit) de free software risquant d'inquiéter les entreprises.
L'introduction de la désignation « open source » n'a pas atteint le but escompté. En effet, « open » signifie « ouvert » et un certain nombre de personnes utilisent le terme pour désigner des logiciels propriétaires dont le code est consultable sous condition. C'était le cas notamment du New York Times en 2009.
Eric Raymond avait d'abord essayé de déposer le terme « open source ». Sa tentative ayant échoué, il créa avec Bruce Perens l'Open Source Initiative, qui délivre le label OSI approved aux licences qui satisfont aux critères définis dans l'Open Source Definition, une adaptation des Principes du logiciel libre du projet Debian.
L'expression « open source » s'est largement imposée dans le monde professionnel mais également dans le milieu universitaire. Depuis ses débuts, le champ de l'open source s'est profondément modifié, ce qui a conduit certains auteurs à lever des ambiguïtés et même à corriger des idées reçues à propos de ce phénomène. Ainsi, certains logiciels open source ont atteint un niveau de qualité suffisant pour être intégrés dans des systèmes hautement sensibles destinés aux industries de défense ou à l'aéronautique. L'expression « FLOSS » (Free Libre Open Source Software) tente quant à elle de faire la synthèse des différents mouvements et ainsi de dépasser les querelles terminologiques.

## Différence avec le logiciel libre
La différence formelle entre open source et logiciel libre (en anglais : free software) n'a quasiment pas de conséquence dans l'évaluation des licences. On a pu un temps citer un contre-exemple célèbre avec le projet Darwin d'Apple qui était open source selon l'OSI, mais pas libre au sens de la Free Software Foundation. Depuis la version 2.0 de l'APSL, la licence sous laquelle il est distribué, ce n'est plus le cas.
Les désignations logiciel libre et open source sont en réalité deux désignations concurrentes pour un même type de licence de logiciel. En utilisant la désignation logiciel libre, on tient à mettre en avant la finalité philosophique et politique de la licence, tandis que la désignation open source met l'accent sur la méthode de développement et de diffusion du logiciel. L'histoire et les polémiques soulevées se trouvent dans l'article Open Source Initiative.
D'un point de vue économique, la marque open source contribuait à la création d'une nouvelle forme de marché et d'économie. Il s'agissait de fournir une approche plus pragmatique des avantages du logiciel libre, en mettant de côté les connotations politiques et philosophiques, afin de n'en conserver que les avantages sur le plan de l'ingénierie. Le développement de ce marché est porté par les entreprises traditionnelles de l'informatique (SSII) mais également par des sociétés de services spécialisées : les SSLL (sociétés de service en logiciels libres).

## Intérêt
Le mouvement open source met en avant la qualité des logiciels produits. Le code source peut être relu et amélioré par tout le monde, ce qui peut permettre notamment la correction de problèmes de sécurité. L'expression « open source » peut ainsi être utilisée à des fins de marketing. Cependant, un logiciel open source n'a aucune garantie d'être exempt de failles. La vulnérabilité heartbleed en est un exemple.
Les logiciels open source intéressent beaucoup les pays nouvellement industrialisés et émergents (Chine, Brésil, Inde, etc.) car ces logiciels leur confèrent une indépendance technologique à moindre coût.
L’open source permet souvent de disposer de nombreux choix de logiciels. En effet, des projets ayant la même fonction peuvent coexister (par exemple, pour le traitement de texte, Abiword, LibreOffice Writer ou Calligra Words). De plus, tout conflit concernant un logiciel peut être résolu par un fork, avec un second logiciel qui sera créé, basé sur le code source du premier (OpenBSD est un fork de NetBSD). Pour permettre la compatibilité entre ces logiciels, différents standards existent, comme POSIX pour les interfaces de programmations, ou l'initiative freedesktop.org pour les environnements graphiques.
La médecine et l'open source entretiennent des liens complexes. Les données ouvertes sont déjà très utilisées dans le domaine de la génomique et pourraient aussi être un des moyens d'améliorer certaines gestions de crise (dans les pays pauvres) et de développer et déployer la médecine préventive, la médecine pré-hospitalière et hospitalière, la pharmacie traditionnelle et moderne ainsi que l'écoépidémiologie, notamment concernant certaines maladies tropicales prévalentes dans des pays qui n'en ont pas les moyens financiers. Il conviendrait toutefois de résoudre un défi concernant la protection des données personnelles.

## Marché
Compte tenu de la spécificité des mécanismes de licences open source par rapport aux licences propriétaires, le marché de l'open source se base sur des modèles d'affaires spécifiques.
Selon le Syntec informatique, le marché de l’open source représentait 450 millions d'euros en 2007 ; sa croissance annuelle prévue était de 50 % par an.
Selon l’étude « Le marché des logiciels libres » de Pierre Audoin Consultants réalisée en janvier 2008, le marché français de l’open source atteint un chiffre d’affaires de 730 millions d’euros et représente 33 % du marché européen. Depuis 2003, sa croissance annuelle est supérieure à 40 %.
Ce marché est réévalué en 2011 à 2,5 milliards d’euros, avec une croissance de 30 % par an. Il emploie 30 000 personnes, dont 90 % chez les utilisateurs et 10 % chez trois cents PME spécialisées, dont Smile, Linagora, Alterway, Openwide, Nuxeo et AF83.
Concernant le marché français des logiciels et services relatifs aux administrations françaises, MARKESS International l’estime en 2011 à un peu plus d'un milliard d’euros. Il bénéficie depuis plusieurs années d’une croissance dynamique : entre 2011 et 2013, la croissance moyenne du marché des logiciels et services au sein des administrations françaises est évaluée à 7,7 %.
En 2010, l’industrie française de l’open source regroupe 250 entreprises et 3 500 emplois. Ses utilisateurs sont les grands comptes qui représentent 48 % du chiffre d’affaires de l’industrie du logiciel libre et 600 000 PME à la recherche de solutions peu onéreuses.
Selon l’enquête « Future of Open Source » menée par Black Duck Software (en) fin 2012, l'adoption de l'open source serait majoritairement déclarée par les administrations publiques (35 %), suivi par les industries médicales (15 %) et médiatiques (13 %). Avec 1 million de projets référencés, le volume des applications mobiles open source lancées mensuellement pour Android est désormais quatre fois plus important dans l'environnement de Google que sur iOS.
Un rapport mené par l'ONG Open UK sur 273 entreprises du Royaume Uni et soutenu par Github indique que 97% des entreprises utilisent un logiciel open source et que 65% d'entre elles contribuent à des logiciels open source. 64% d'entre elles se sont développées pendant la pandémie de COVID19. La principale raison invoquée pour l'utilisation est la réduction des coûts, la coopération, le partage des compétences, la qualité du code, la création d'une communauté et la sécurité. 93% des entreprises des secteurs financiers, bancaires et de l'assurance utilisent des systèmes d'exploitation OS, et 89% des logiciels OS.

## Méthode de développement
Dans l'article « En quoi l'open source perd de vue l'éthique du logiciel libre » de Richard Stallman, il écrit « L'open source est une méthodologie de développement ; le logiciel libre est un mouvement de société » 
Un code source ouvert implique donc que le code soit compréhensible et lisible par un tiers en mesure de le comprendre car écrit en suivant cette méthode particulière de développement.
Cela passe, par exemple, par une phase d'écriture de commentaires au sein même du code source afin d'expliquer la manière dont le code sera interprété ou exécuté, ou expliquer certains choix de développement.
Il n'est pas rare de voir des codes sources ouverts dont la complexité et l'absence de commentaires augmente le travail de compréhension à réaliser en amont d'une modification ou amélioration. Le simple fait de choisir de déposer son code sous licence libre en rendant la source disponible ne suffit donc pas à un code pour être qualifié d'open-source s'il n'a pas été écrit en suivant une certaine méthode, souvent contraignante.[réf. nécessaire]

## Openwashing
Plusieurs abus ont été observés quant à l'utilisation du terme open source amenant la notion de openwashing (ou ouvertisation),, par similarité avec le greenwashing (ou écoblanchiment).
Néanmoins, bien que l'open source soit principalement rattaché au code source logiciel, l'openwashing se rattache, en plus de l'open source, aux manquements quant aux préceptes de la culture libre.
Un exemple en est le cas de « piège diachronique » dénoncé par Richard Stallman dans un article à propos des modèles économiques consistant à faire payer les mises à jour d'un logiciel OpenSource via un logiciel privateur payant « parce que le format interne de la base de données change entre les versions N et N+1 ».

## Controverses à propos du modèle économique
En janvier 2022, un contributeur corrompt des fichiers de bibliothèques open source sur GitHub et le registre de logiciels npm - faker.js et colors.js en introduisant une boucle infinie dans son code source afin de protester contre l'utilisation gratuite de son travail par de grosses entreprises informatique sans contrepartie financière pour son travail bénévole. Son action aboutit au blocage de projets utilisant ces bibliothèques, affectant près de 19 000 projets en ligne. Les versions corrompues affichent des lettres et des symboles en boucle, débutant par ces mots « LIBERTY LIBERTY LIBERTY ». Ses protestations étaient restées lettres mortes depuis 2020, et ses tentatives pour trouver des fonds avaient échoué. De plus le contenu d'un des fichiers modifiés. le Lisez-moi de faker.js affiche désormais un texte intitulé  « Que s'est-il réellement passé avec Aaron Swartz ?».